# Gobiosomatini
Die Gobiosomatini sind eine Tribus der Grundeln (Gobiidae). Fische aus dieser Gruppe, die im englischen wegen ihrer sieben Rückenflossenstacheln als „American seven-spined gobies“ bezeichnet werden, leben küstennah im Meer auf beiden Seiten des amerikanischen Doppelkontinents sowie in Süßgewässern. Das Verbreitungsgebiet reicht im Osten von Massachusetts bis Argentinien und im Westen vom Golf von Kalifornien bis Chile. Einige Gattungen kommen nur auf der atlantischen oder pazifischen Seite vor, die meisten aber auf beiden Seiten Amerikas. Besonders artenreich ist die Karibik. Viele der dort vorkommenden Arten sind hier endemisch. Insgesamt gehören über 130 Arten aus 28 Gattungen zu den Gobiosomatini. Sie stellen hiermit etwa 40 % der in der Neuen Welt vorkommenden Grundelgattungen und etwa 50 % der Grundelarten der Neuen Welt.
Die Gobiosomatini zeigen eine große Diversität bezüglich ihrer Farben, ihrer Ökologie und ihres Verhaltens. Einige kommen in flachen Süßgewässern vor, andere im Brackwasser von Flussmündungen. Im Meer kommen sie sowohl in Fels- und Korallenriffen als auch auf Schlamm-, Kies- oder von Muschelgrus bedeckten Böden sowie auf Hartböden mit oder ohne Algenbewuchs vor.

## Merkmale
Wie fast alle Grundeln sind die Gobiosomatini kleine langgestreckte Fische die nur wenige Zentimeter lang werden. Zu den Merkmalen, die genannt werden um die Gobiosomini zu diagnostizieren gehören sieben Rückenflossenstacheln, ein Rückenflossen-Pterygiophoren-Muster von 3-221110 (in allen Gattungen mit Ausnahme von Evermannichthys, Pariah und Risor), eine Wirbelzahl von 11+16-17 (in allen Gattungen mit Ausnahme von Evermannichthys und Pariah) und das Verschmelzen der Hypuralia 1+2 mit 3+4 (in allen Gattungen mit Ausnahme von Aboma, Akko, Bollmannia, Microgobius, Palatogobius und Parrella).

## Gattungen

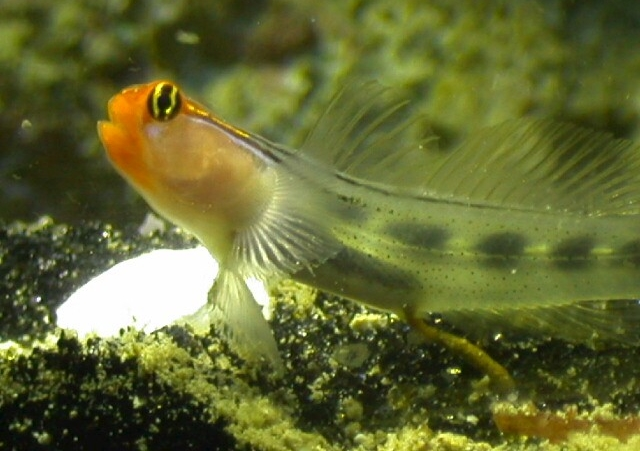
Elacatinus puncticulatus
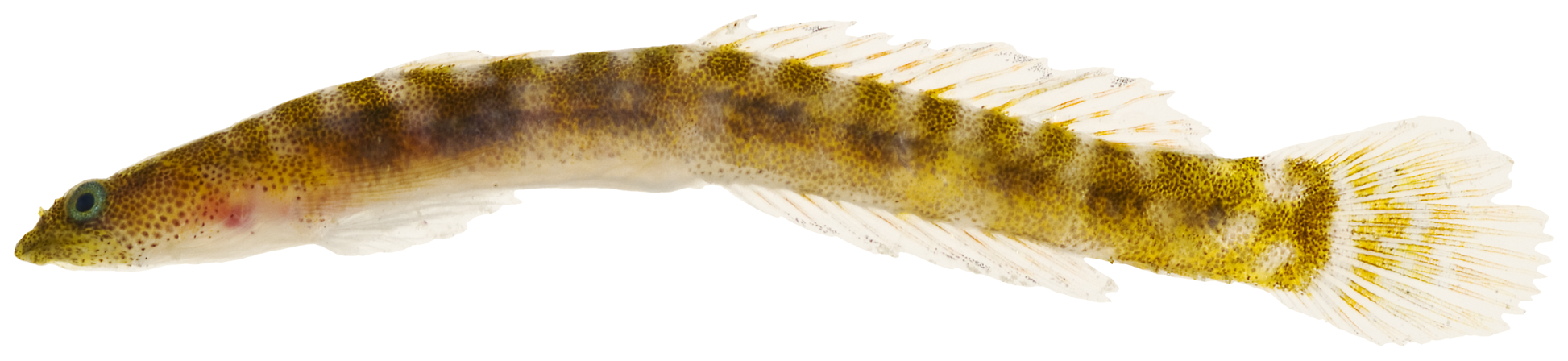
Evermannichthys metzelaari
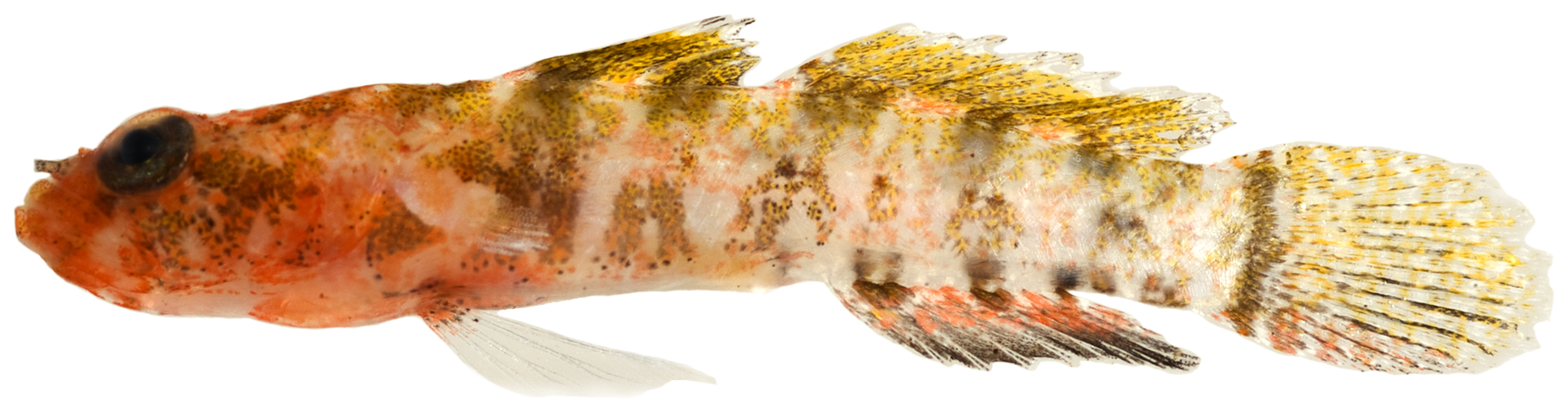
Pycnomma roosevelti
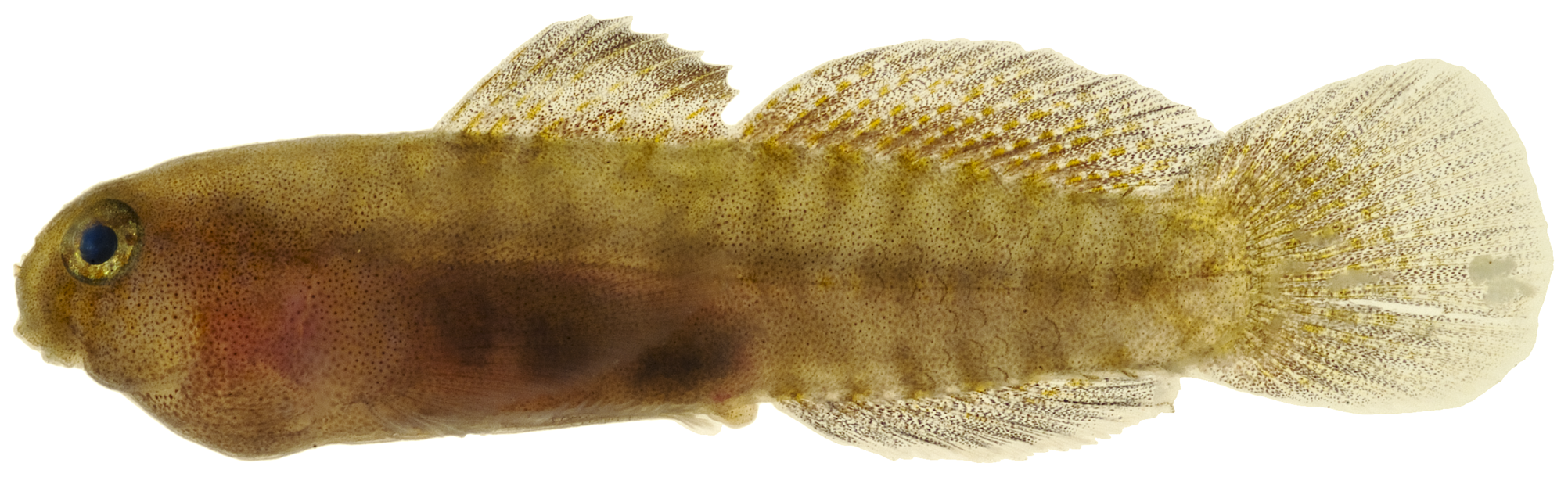
Risor ruber
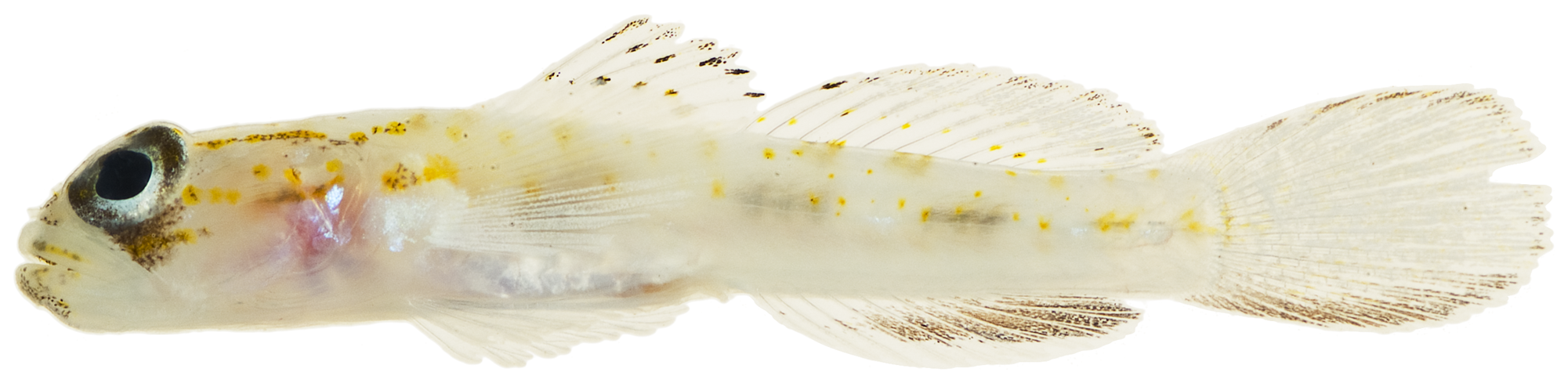
Psilotris boehlkei
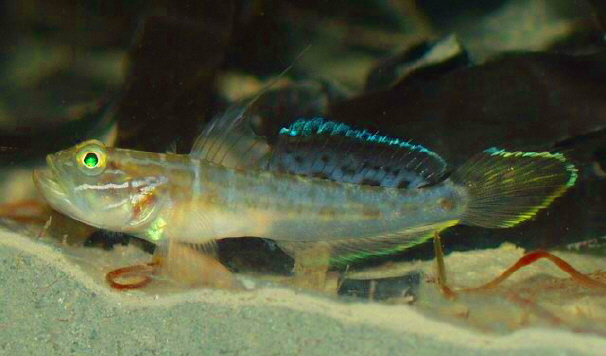
Microgobius gulosus

- Gobiosoma-Gruppe
  - Aboma Jordan & Starks, 1895
  - Aruma Ginsburg, 1933
  - Barbulifer Eigenmann & Eigenmann, 1888
  - Elacatinus Jordan, 1904
  - Enypnias Jordan & Evermann, 1898
  - Evermannichthys Metzelaar, 1920
  - Ginsburgellus Böhlke & Robins, 1968
  - Gobiosoma Girard, 1858
  - Ophiogobius Gill, 1863
  - Pariah  Böhlke, 1969
  - Pycnomma Rutter, 1904
  - Risor Ginsburg, 1933
  - Robinsichthys Birdsong, 1988
  - Tigrigobius Fowler 1931
- Microgobius-Gruppe
  - Akko Birdsong & Robins, 1995
  - Bollmannia Jordan in Jordan & Bollmann, 1890
  - Microgobius Poey, 1876
  - Palatogobius Gilbert, 1971
  - Parrella Ginsburg, 1938
- Nes-Gruppe[1]
  - Carrigobius Van Tassell, Tornabene & Gilmore, 2016
  - Chriolepis Gilbert, 1892
  - Cryptopsilotris Van Tassell, Tornabene & Gilmore, 2016
  - Eleotrica Ginsburg, 1933
  - Gobulus Ginsburg, 1933
  - Gymneleotris Bleeker, 1874
  - Nes Ginsburg, 1933
  - Paedovaricus Van Tassell, Tornabene & Gilmore, 2016
  - Pinnichthys Van Tassell, Tornabene & Gilmore, 2016
  - Psilotris Ginsburg, 1953
  - Varicus Robins & Böhlke, 1961